# Parigi-Roubaix femminile 2025
La Parigi-Roubaix femminile 2025, quinta edizione della corsa e valevole come undicesima prova dell'UCI Women's World Tour 2025 categoria 1.WWT, si svolse il 12 aprile 2025 su un percorso di 148,5 km, con partenza da Denain ed arrivo a Roubaix, in Francia. La vittoria fu appannaggio della francese Pauline Ferrand-Prévot, la quale completò il percorso in 3h40'07", alla media di 40,479 km/h, precedendo l'italiana Letizia Borghesi e l'olandese Lorena Wiebes.
Sul traguardo di Roubaix 96 cicliste, delle 137 partite da Denain, portarono a termine la competizione.

## Squadre e corridori partecipanti
| N.      | Cod. | Squadra                  |
| ------- | ---- | ------------------------ |
| 1-6     | SDW  | Team SD Worx-Protime     |
| 11-16   | LTK  | Lidl-Trek                |
| 21-26   | TPP  | Team Picnic PostNL       |
| 31-36   | TVL  | Team Visma-Lease a Bike  |
| 41-46   | TFS  | FDJ-Suez                 |
| 51-56   | CWT  | Cofidis Women Team       |
| 61-66   | AGS  | AG Insurance-Soudal Team |
| 71-76   | CSZ  | Canyon-SRAM Zondacrypto  |
| 81-86   | EFO  | EF Education-Oatly       |
| 91-96   | FDC  | Fenix-Deceuninck         |
| 101-106 | MOV  | Movistar Team            |
| 111-116 | LIV  | Liv AlUla Jayco          |

| N.      | Cod. | Squadra                    |
| ------- | ---- | -------------------------- |
| 121-126 | CTC  | Ceratizit Pro Cycling Team |
| 131-136 | UXM  | Uno-X Mobility             |
| 141-146 | UAD  | UAE Team ADQ               |
| 151-156 | VWT  | VolkerWessels Pro Cycling  |
| 161-166 | ARK  | Arkéa-B&B Hotels Women     |
| 171-176 | AUB  | St Michel-P. Home-Auber93  |
| 181-186 | HPH  | Human Powered Health       |
| 191-196 | REP  | Team Coop-Repsol           |
| 201-206 | WOS  | Winspace Orange Seal       |
| 211-216 | LOL  | Lotto Ladies               |
| 221-226 | DDG  | DD Group Pro Cycling Team  |

## Ordine d'arrivo (Top 10)
| Pos. | Corridore              | Squadra | Tempo    |
| ---- | ---------------------- | ------- | -------- |
| 1    | Pauline Ferrand-Prévot | Visma   | 3h40'07" |
| 2    | Letizia Borghesi       | EF      | a 58"    |
| 3    | Lorena Wiebes          | SD Worx | a 1'01"  |
| 4    | Marianne Vos           | Visma   | s.t.     |
| 5    | Alison Jackson         | EF      | s.t.     |
| 6    | Ellen van Dijk         | Uno-X   | s.t.     |
| 7    | Elise Chabbey          | FDJ     | a 1'04"  |
| 8    | Chloé Dygert           | Canyon  | a 1'06"  |
| 9    | Elisa Balsamo          | Lidl    | a 1'21"  |
| 10   | Chiara Consonni        | Canyon  | s.t.     |